# Pioneer Village (Toronto Subway)

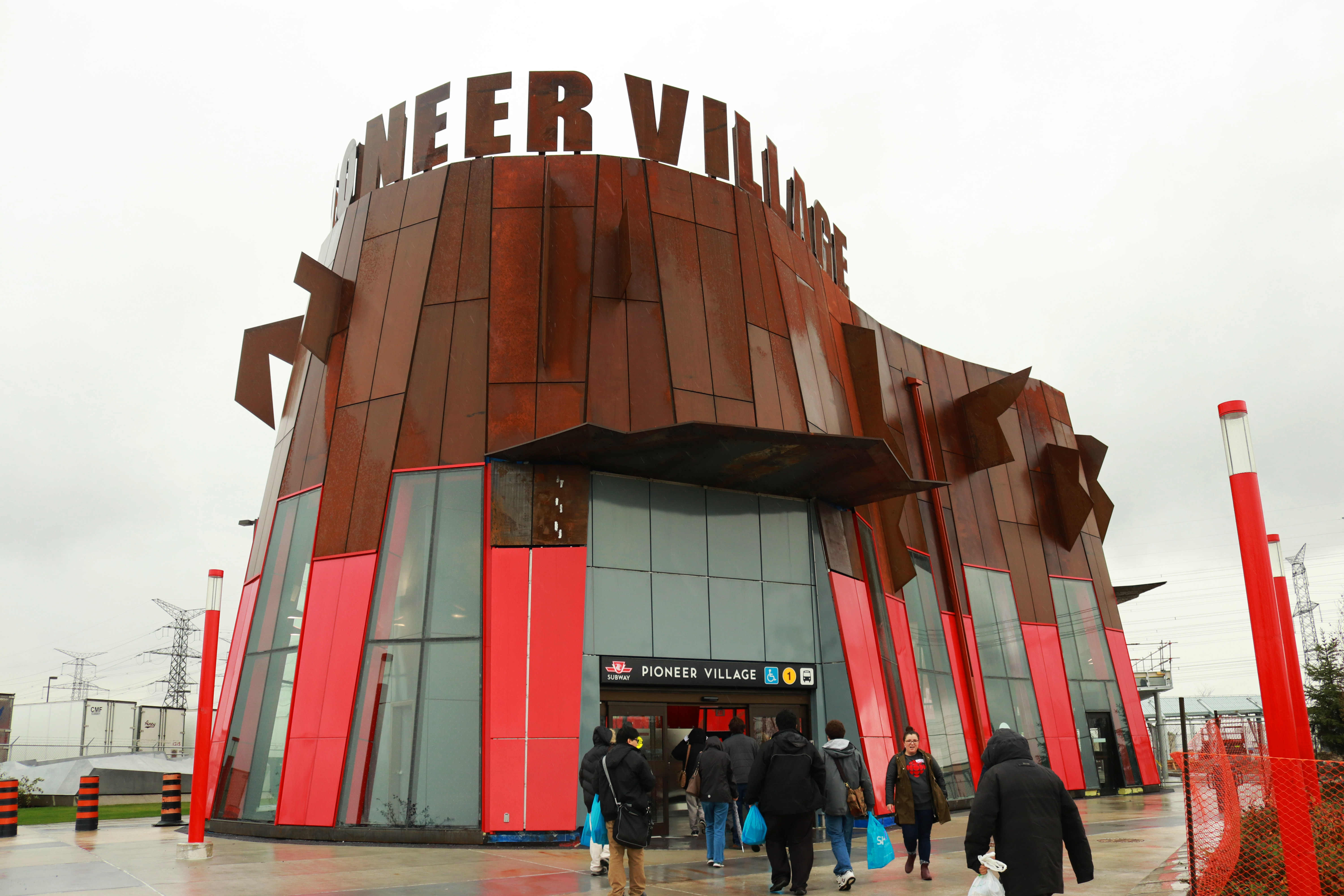
Station Pioneer Village

Pioneer Village ist eine unterirdische U-Bahn-Station an der Grenze zwischen den Städten Toronto und Vaughan. Sie liegt an der Yonge-University-Linie der Toronto Subway, an der Kreuzung von Steeles Avenue und Northwest Gate. In der Nähe befinden sich der Hauptcampus der York University und das Aviva Centre. Täglich wird sie von durchschnittlich 17.320 Fahrgästen genutzt (2018).

## Station

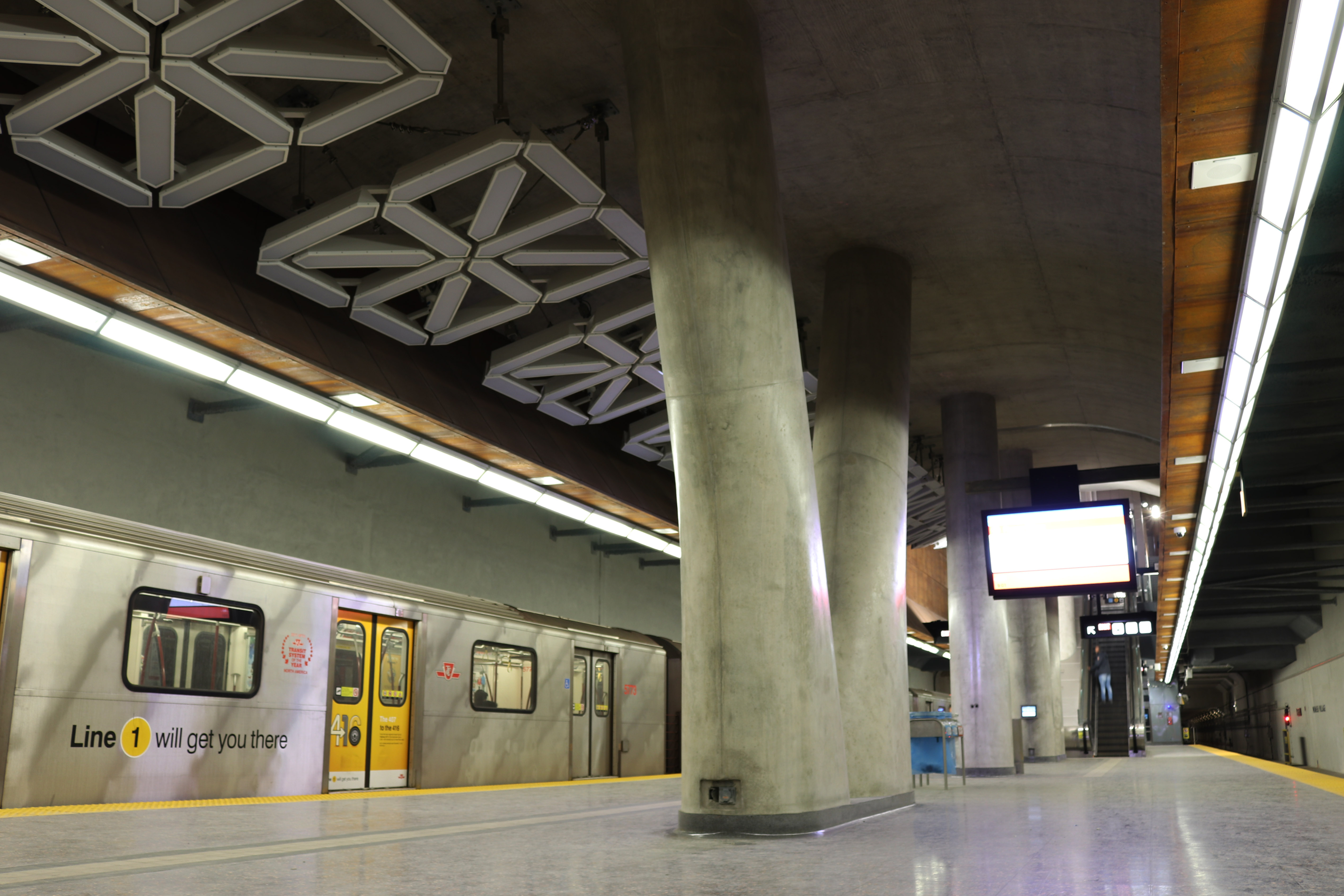
Blick auf den Bahnsteig

Die von Südosten nach Nordwesten ausgerichtete Station besitzt zwei Eingangsgebäude beidseits der Steeles Avenue. Das südliche liegt in Toronto, das nördliche in der Nachbarstadt Vaughan. Verbunden sind sie durch die Verteilerebene, die gleichzeitig als Fußgängerunterführung dient. Die vom Architekturbüro Spadina Group Associates entworfenen postmodernen Gebäude sind baugleich und besitzen begrünte Dächer. Sie sind so angeordnet, dass ihre Eingänge exakt gegenüber stehen und somit einen symmetrischen Effekt erzeugen. Ein zusätzlicher Lichtschacht lässt natürliches Tageslicht in die unteren Ebenen durchscheinen. Beim nördlichen Eingang befinden sich ein Busbahnhof von York Region Transit (für Buslinien in die Vororte der Regional Municipality of York) sowie eine Park-and-ride-Anlage mit 1.850 kostenpflichtigen Parkplätzen. An den südlichen Eingang angeschlossen ist ein weiterer Busbahnhof für neun Buslinien der Toronto Transit Commission.
Für die künstlerische Gestaltung war die Berliner Gruppe Realities:united um Tim und Jan Edler zuständig. Ihr interaktive Kunstwerk LightSpell besteht aus 40 aneinander gereihten Leuchtelementen an der Decke über dem Mittelbahnsteig, die sowohl den Raum erhellen als auch Texte darstellen. Wartende Fahrgäste können mittels Touchscreen die anzuzeigenden Texte verändern.

## Geschichte
Der offizielle Spatenstich für die Verlängerung der Yonge-University-Linie fand am 27. November 2009 statt. Die eigentlichen Tunnelbohrarbeiten begannen im Juni 2011. Die Station Pioneer Village wurde am 17. Dezember 2017 eröffnet. Ursprünglich sollte sie Steeles West heißen. Im September 2012 hatte sie den provisorischen Namen Black Creek Pioneer Village erhalten, benannt nach dem gleichnamigen Freilichtmuseum in der Nähe. Dies war dann im Juli 2013 zu Pioneer Village gekürzt worden.